# Screen Actors Guild Awards
 (mars 2023).
Les Screen Actors Guild Awards (ou SAG Awards) sont des récompenses cinématographiques américaines décernées chaque année depuis 1995 par la Screen Actors Guild, le syndicat des acteurs de cinéma et de télévision aux États-Unis.

## Historique

### 2015 - 2019
| Années | Médias     | Distinctions                                        | Gagnants |
| ------ | ---------- | --------------------------------------------------- | --- |
| 2016   | Cinéma     | Meilleure distribution                              | Spotlight |
| 2016   | Cinéma     | Meilleure actrice                                   | Brie Larson dans Room                                                                                              |
| 2016   | Cinéma     | Meilleur acteur                                     | Leonardo DiCaprio dans The Revenant                                                                                |
| 2016   | Cinéma     | Meilleure actrice dans un second rôle               | Alicia Vikander dans Danish Girl                                                                                   |
| 2016   | Cinéma     | Meilleur acteur dans un second rôle                 | Idris Elba dans Beasts of No Nation                                                                                |
| 2016   | Cinéma     | Meilleure équipe de cascadeurs                      | Mad Max: Fury Road                                                                                                 |
| 2016   | Télévision | Meilleure actrice pour un téléfilm ou une minisérie | Queen Latifah dans Bessie                                                                                          |
| 2016   | Télévision | Meilleur acteur pour un téléfilm ou une minisérie   | Idris Elba dans Luther                                                                                             |
| 2016   | Télévision | Meilleure actrice dans une série comique            | Uzo Aduba dans Orange Is the New Black                                                                             |
| 2016   | Télévision | Meilleur acteur dans une série comique              | Jeffrey Tambor dans Transparent                                                                                    |
| 2016   | Télévision | Meilleure distribution pour une série comique       | Orange Is the New Black                                                                                            |
| 2016   | Télévision | Meilleure actrice dans une série dramatique         | Viola Davis dans How to Get Away with Murder                                                                       |
| 2016   | Télévision | Meilleur acteur dans une série dramatique           | Kevin Spacey dans House of Cards                                                                                   |
| 2016   | Télévision | Meilleure distribution pour une série dramatique    | Downton Abbey |
| 2016   | Télévision | Meilleure équipe de cascadeurs                      | Game of Thrones |
| 2016   | Autres     | SAG 2016 (Ensemble de carrière)                     | Carol Burnett |
| 2017   | Cinéma     | Meilleure distribution                              | Les Figures de l'ombre (Hidden Figures)                                                                            |
| 2017   | Cinéma     | Meilleure actrice                                   | Emma Stone dans La La Land                                                                                         |
| 2017   | Cinéma     | Meilleur acteur                                     | Denzel Washington dans Fences                                                                                      |
| 2017   | Cinéma     | Meilleure actrice dans un second rôle               | Viola Davis dans Fences                                                                                            |
| 2017   | Cinéma     | Meilleure acteur dans un second rôle                | Mahershala Ali dans Moonlight                                                                                      |
| 2017   | Télévision | Meilleure actrice pour un téléfilm ou une minisérie | Sarah Paulson dans American Crime Story                                                                            |
| 2017   | Télévision | Meilleur acteur pour un téléfilm ou une minisérie   | Bryan Cranston dans All the Way                                                                                    |
| 2017   | Télévision | Meilleure actrice dans une série comique            | Julia Louis-Dreyfus dans Veep                                                                                      |
| 2017   | Télévision | Meilleure acteur dans une série comique             | William H. Macy dans Shameless                                                                                     |
| 2017   | Télévision | Meilleure distribution pour une série comique       | Orange Is the New Black                                                                                            |
| 2017   | Télévision | Meilleure actrice dans une série dramatique         | Claire Foy dans The Crown                                                                                          |
| 2017   | Télévision | Meilleur acteur pour une série dramatique           | John Lithgow dans The Crown                                                                                        |
| 2017   | Télévision | Meilleure distribution pour une série dramatique    | Stranger Things |
| 2017   | Télévision | Meilleure équipe de cascadeurs                      | Game of Thrones |
| 2017   | Autre      | SAG 2017 (ensemble de carrière)                     | Lily Tomlin |
| 2018   | Cinéma     | Meilleure distribution                              | Three Billboards : Les Panneaux de la vengeance (Three Billboards Outside Ebbing, Missouri)                        |
| 2018   | Cinéma     | Meilleure actrice                                   | Frances McDormand dans Three Billboards : Les Panneaux de la vengeance (Three Billboards Outside Ebbing, Missouri) |
| 2018   | Cinéma     | Meilleur acteur                                     | Gary Oldman dans Les Heures sombres                                                                                |
| 2018   | Cinéma     | Meilleure actrice dans un second rôle               | Allison Janney dans Moi, Tonya (I, Tonya)                                                                          |
| 2018   | Cinéma     | Meilleur acteur dans un second rôle                 | Sam Rockwell dans Three Billboards : Les Panneaux de la vengeance                                                  |
| 2018   | Télévision | Meilleure actrice pour un téléfilm ou une minisérie | Nicole Kidman dans Big Little Lies                                                                                 |
| 2018   | Télévision | Meilleur acteur pour un téléfilm ou une minisérie   | Alexander Skarsgård dans Big Little Lies                                                                           |
| 2018   | Télévision | Meilleure actrice dans une série comique            | Julia Louis-Dreyfus dans Veep                                                                                      |
| 2018   | Télévision | Meilleur acteur dans une série comique              | William H. Macy dans Shameless                                                                                     |
| 2018   | Télévision | Meilleure distribution pour une série comique       | Veep |
| 2018   | Télévision | Meilleure actrice dans une série dramatique         | Claire Foy dans The Crown                                                                                          |
| 2018   | Télévision | Meilleur acteur dans une série dramatique           | Sterling K. Brown dans This Is Us                                                                                  |
| 2018   | Télévision | Meilleure distribution pour une série dramatique    | This Is Us |
| 2018   | Télévision | Meilleure équipe de cascadeurs                      | Game of Thrones |
| 2018   | Autres     | SAG 2018 (Ensemble de carrière)                     | Morgan Freeman |
| 2019   | Cinéma     | Meilleure distribution                              | Parasite |
| 2019   | Cinéma     | Meilleure actrice                                   | Renée Zellweger dans Judy                                                                                          |
| 2019   | Cinéma     | Meilleur acteur                                     | Joaquin Phoenix dans Joker                                                                                         |
| 2019   | Cinéma     | Meilleure actrice dans un second rôle               | Laura Dern dans Marriage Story                                                                                     |
| 2019   | Cinéma     | Meilleur acteur dans un second rôle                 | Brad Pitt dans Once Upon a Time… in Hollywood                                                                      |
| 2019   | Cinéma     | Meilleure équipe de cascadeurs                      | Avengers: Endgame                                                                                                  |
| 2019   | Télévision | Meilleure actrice pour un téléfilm ou une minisérie | Michelle Williams dans Fosse/Verdon                                                                                |
| 2019   | Télévision | Meilleur acteur pour un téléfilm ou une minisérie   | Sam Rockwell dans Fosse/Verdon                                                                                     |
| 2019   | Télévision | Meilleure actrice dans une série comique            | Phoebe Waller-Bridge dans Fleabag                                                                                  |
| 2019   | Télévision | Meilleur acteur dans une série comique              | Tony Shalhoub dans Mme Maisel, femme fabuleuse (Marvelous Ms Maisel)                                               |
| 2019   | Télévision | Meilleure distribution pour une série comique       | Mme Maisel, femme fabuleuse (Marvelous Ms Maisel)                                                                  |
| 2019   | Télévision | Meilleure actrice dans une série dramatique         | Jennifer Aniston dans The Morning Show                                                                             |
| 2019   | Télévision | Meilleur acteur dans une série dramatique           | Peter Dinklage dans Game of Thrones                                                                                |
| 2019   | Télévision | Meilleure distribution pour une série dramatique    | The Crown |
| 2019   | Télévision | Meilleure équipe de cascadeurs                      | Game of Thrones |
| 2019   | Autres     | SAG 2019 (Ensemble de carrière)                     | Robert De Niro |

## Catégories de récompenses

### Cinéma
- Meilleur acteur (Outstanding Performance by a Male Actor in a Leading Role) – depuis 1996
- Meilleure actrice (Outstanding Performance by a Female Actor in a Leading Role) – depuis 1996
- Meilleur acteur dans un second rôle (Outstanding Performance by a Male Actor in a Supporting Role) – depuis 1996
- Meilleure actrice dans un second rôle (Outstanding Performance by a Female Actor in a Supporting Role) – depuis 1996
- Meilleure distribution (Outstanding Performance by the Cast of a Theatrical Motion Picture) – depuis 1996
- Meilleure équipe de cascadeurs (Outstanding Performance by a Stunt Ensemble in a Motion Picture) – depuis 2008

### Télévision
- Meilleur acteur dans une série télévisée dramatique (Outstanding Performance by a Male Actor in a Drama Series) – depuis 1996
- Meilleure actrice dans une série télévisée dramatique (Outstanding Performance by a Female Actor in a Drama Series) – depuis 1996
- Meilleur acteur dans une série télévisée comique (Outstanding Performance by a Male Actor in a Comedy Series) – depuis 1996
- Meilleure actrice dans une série télévisée comique (Outstanding Performance by a Female Actor in a Comedy Series) – depuis 1996
- Meilleur acteur dans une mini-série ou un téléfilm (Outstanding Performance by a Male Actor in a  TV Movie or Miniseries) – depuis 1996
- Meilleure actrice dans une mini-série ou un téléfilm (Outstanding Performance by a Female Actor in a TV Movie or Miniseries) – depuis 1996
- Meilleure distribution pour une série télévisée dramatique (Outstanding Performance by an Ensemble in a Drama Series) – depuis 1996
- Meilleure distribution pour une série télévisée comique (Outstanding Performance by an Ensemble in a Comedy Series) – depuis 1996
- Meilleure équipe de cascadeurs dans une série télévisée (Outstanding Performance by a Stunt Ensemble in a Television Series) – depuis 2007

### Récompenses spéciales
- Screen Actors Guild Life Achievement Awards – depuis 1966
- Outstanding Portrayal of the American Scene – de 1995 à 1996
  - 1995 : Bienvenue en Alaska
  - 1996 : Star Trek